# Іллізі (вілаєт)
Іллізі (араб. ولاية اليزي‎‎‎‎‎‎) — вілаєт Алжиру. Адміністративний центр — м. Іллізі. Площа — 285 000 км². Населення — 54 490 осіб (2008).

## Географічне положення
На сході проходить кордон з Лівією, а на південному сході — з Нігером. На півночі межує з вілаєтом Уаргла, на заході — з вілаєтом Таманрассет.

## Адміністративний поділ
Поділяється на 3 округи та 6 муніципалітетів.
| Алжир | Це незавершена стаття з географії Алжиру. Ви можете допомогти проєкту, виправивши або дописавши її. |